# UTC+9
UTC+9 — дев'ятий часовий пояс, центральним меридіаном якого є 135° сх. д. Час тут на дев'ять годин випереджає всесвітній та на сім — київський.
Географічними межами поясу UTC+9 є:
- східна — 142°30' сх. д.
- західна — 127°30' сх. д.

Між цими меридіанами розташовані такі території: східна смуга Азії — від Новосибірських островів на півночі до Японських островів на півдні, західна частина Нової Гвінеї, середня смуга Австралії.
У навігації позначається літерою I (часова зона Індія)

## Локальні назви часового поясу
- JST — Японський стандартний час
- KST — Корейський стандартний час
- YAKT — Якутський час
- WIT — Індонезійський східний час

## Використання

### Постійно протягом року
- Індонезія — на таких територіях:
  - Західне Папуа
  - Малуку
  - Папуа
  - Північне Малуку
- Південна Корея
- Північна Корея
- Палау
- Росія — на таких територіях:
  - Республіка Саха — част.:
    - Західна частина (22 улуси, 2 міські округи)

  - Забайкальський край
  - Амурська область
- Східний Тимор
- Японія[1]

### З переходом на літній час
Зараз не використовується

### Як літній час
Зараз не використовується

## Історія використання
Додатково UTC+9 використовувався:

### Як стандартний час
- Австралія — на таких територіях:
  - Північна Австралія (1895—1899)
  - Південна Австралія (1895—1899)
- Індонезія — на всій території під час японської окупації
- КНР — част.:
  - Ляонін
  - Хейлунцзян
  - Цзілінь
- Малайзія (під час японської окупації)
- Монголія — на таких територіях:
  - Дорнод
  - Сухе-Батор
- М'янма (під час японської окупації)
- Росія — на таких територіях:
  - Республіка Саха — част.:
    - Західна частина (22 улуси, 2 міські округи)
    - Центральна частина (5 улусів)

  - Республіка Бурятія (2011—2014)
  - Забайкальський край (1930—1991, 1992—2011, з 2016)
  - Приморський край (1924—1930, 1991—1992)
  - Хабаровський край (1924—1930, 1991—1992)
  - Амурська область (1930—1991, 1992—2011, з 2014)
  - Іркутська область (2011—2014)
  - Єврейська АО (1924—1930, 1991—1992)
- Сінгапур
- США
  -  Північні Маріанські Острови
- Філіппіни (під час японської окупації)
- Північна Корея

### Як літній час
- Австралія — на таких територіях:
  - Західна Австралія
- Гонконг
- КНР
- Макао
- Монголія — на таких територіях:
  - Улан-Батор
  - Архангай
  - Баянхонгор
  - Булган
  - Гов-Алтай
  - Гов-Сулеб
  - Дархан-Уул
  - Дорногов
  - Дорнод
  - Дундгов
  - Завхан
  - Селенге
  - Сухе-Батор
  - Туве
  - Уверхангай
  - Умнегов
  - Хентій
  - Хувсгел
- Росія — на таких територіях:
  - Республіка Бурятія (1981—1990, 1992—2011)
  - Республіка Саха (захід, 1991)
  - Іркутська область (1981—1990, 1992—2011)
- Тайвань
- Філіппіни